# Sao Tất

Bản đồ sao Tất

Sao Tất (giản thể: 毕宿; phồn thể: 畢宿; bính âm: bì xiù) hay Tất Nguyệt Ô (giản thể: 毕月乌; phồn thể: 畢月烏; bính âm: bì yuè wū) là một trong nhị thập bát tú của thiên văn học Trung Quốc cổ đại. Nó đứng thứ 5 trong số 7 tú (sao) của Bạch Hổ ở phương Tây.

## Mảng sao
Sao Tất bao gồm 15 mảng sao như bảng dưới đây
| Tên tiếng Việt    | Tên tiếng Trung | Chòm sao hiện đại           | Số lượng sao | Sao |
| Tất               | 畢              | Kim Ngưu                    | 8            | ε Tau, δ3 Tau, δ1 Tau (Secunda Hyadum), γ Tau (Prima Hyadum), α Tau (Aldebaran), θ1 Tau, 71 Tau, λ Tau.                    |
| Phụ Nhĩ           | 附耳            | Kim Ngưu                    | 1            | σ2 Tau. |
| Thiên Nhai        | 天街            | Kim Ngưu                    | 2            | 67 Tau, ω Tau. |
| Thiên Tiết        | 天節            | Kim Ngưu                    | 8            | π Tau, ρ Tau, 57 Tau, 79 Tau, 90 Tau, 93 Tau, 88 Tau, 66 Tau.                                                              |
| Chư Vương         | 諸王            | Kim Ngưu                    | 6            | 136 Tau, 125 Tau, 118 Tau, 103 Tau, 99 Tau, τ Tau.                                                                         |
| Thiên Cao         | 天高            | Kim Ngưu                    | 4            | ι Tau, 97 Tau, 107 Tau, 109 Tau.                                                                                           |
| Cửu Châu Thù Khẩu | 九州殊口        | Ba Giang                    | 6            | 39 Eri, ο1 Eri (Beid), ξ Eri, ν Eri, 56 Eri, 55 Eri.                                                                       |
| Ngũ Xa            | 五車            | Ngự Phu/Kim Ngưu            | 5            | ι Aur (Hassaleh), α Aur (Capella), β Aur (Menkalinan), θ Aur (Mahasim), β Tau (Elnath).                                    |
| Trụ               | 柱              | Ngự Phu                     | 9            | ε Aur (Almaaz), ζ Aur (Saclateni), η Aur (Haedus), υ Aur, ν Aur, τ Aur, χ Aur, 26 Aur, không rõ.                           |
| Thiên Hoàng       | 天潢            | Ngự Phu                     | 5            | 19 Aur, φ Aur, 14 Aur, σ Aur, υ Aur.                                                                                       |
| Hàm Trì           | 咸池            | Ngự Phu                     | 3            | ρ Aur, HIP 25810, λ Aur (Alhurr).                                                                                          |
| Thiên Quan        | 天關            | Kim Ngưu                    | 1            | ζ Tau (Tianguan). |
| Sâm Kì            | 參旗            | Lạp Hộ                      | 9            | ο1 Ori, ο2 Ori, 6 Ori, π1 Ori, π2 Ori, π3 Ori (Tabit), π4 Ori, π5 Ori, π6 Ori.                                             |
| Cửu Du            | 九斿            | Kim Ngưu/Ba Giang/Thiên Thố | 9            | 49 Eri, μ Eri, ω Eri, 63 Eri, 64 Eri, 60 Eri, 58 Eri, 54 Eri, 1 Lep.                                                       |
| Thiên Viên        | 天園            | Ba Giang/Phượng Hoàng       | 13           | δ Phe, χ Eri, φ Eri, κ Eri, s Eri, θ Eri (Acamar), h Eri, f Eri, g Eri, υ4 Eri, υ3 Eri (Beemim), υ2 Eri (Theemin), υ1 Eri. |

### Sao bổ sung
| Mảng sao          | +1        | +2        | +3      | +4                | +5      | +6        | +7            | +8     | +9     | +10    | +11           | +12    | +13               | +14    | +15       | +16       | +17    | +18    | +19       | Ghi chú |
| ----------------- | --------- | --------- | ------- | ----------------- | ------- | --------- | ------------- | ------ | ------ | ------ | ------------- | ------ | ----------------- | ------ | --------- | --------- | ------ | ------ | --------- | ------- |
| Tất               | 30 Tau    | 31 Tau    | ν Tau   | 40 Tau            | 45 Tau  | 46 Tau    | μ Tau         | 47 Tau | 48 Tau | 58 Tau | 63 Tau        | 64 Tau | θ2 Tau (Chakumuy) | 46 Tau | HIP 21029 | HIP 21053 | 85 Tau |        |           |         |
| Phụ Nhĩ           | σ1 Tau    | 89 Tau    | 89 Tau  | σ2 Tau            |         |           |               |        |        |        |               |        |                   |        |           |           |        |        |           |         |
| Thiên Nhai        | 43 Tau    | κ1 Tau    | υ Tau   | 72 Tau            |         |           |               |        |        |        |               |        |                   |        |           |           |        |        |           |         |
| Thiên Cao         | 104 Tau   | 106 Tau   | 105 Tau | 114 Tau           |         |           |               |        |        |        |               |        |                   |        |           |           |        |        |           |         |
| Chư Vương         | 95 Tau    | 98 Tau    | 121 Tau | 132 Tau           |         |           |               |        |        |        |               |        |                   |        |           |           |        |        |           |         |
| Ngũ Xa            | 59 Per    | 57 Per    | 58 Per  | 6 Aur             | 5 Aur   | ω Aur     | 1 Aur         | 2 Aur  | 40 Aur | 38 Aur | 39 Aur        | 43 Aur | 42 Aur            | 41 Aur | 36 Aur    | π Aur     | ο Aur  | 12 Aur | HIP 21238 |         |
| Thiên Hoàng       | 16 Aur    | 17 Aur    |         |                   |         |           |               |        |        |        |               |        |                   |        |           |           |        |        |           |         |
| Thiên Quan        | 113 Tau   | 126 Tau   | 128 Tau | 129 Tau           | 130 Tau | 127 Tau   |               |        |        |        |               |        |                   |        |           |           |        |        |           |         |
| Cửu Châu Thù Khẩu | 35 Eri    | 32 Eri    | 29 Eri  | 30 Eri            | 30 Eri  | 37 Eri    | ο2 Eri (Keid) | 47 Eri | 46 Eri | 51 Eri | ο2 Eri (Keid) |        |                   |        |           |           |        |        |           |         |
| Sâm Kì            | 96 Tau    | HIP 23043 | 101 Tau | 11 Ori            | 15 Ori  | 18 Ori    | 16 Ori        | 13 Ori | 13 Ori | 14 Ori | 5 Ori         | π5 Ori |                   |        |           |           |        |        |           |         |
| Cửu Du            | HIP 20884 | 45 Eri    | 62 Eri  | 53 Eri (Sceptrum) | 59 Eri  | HIP 21685 | HIP 23554     |        |        |        |               |        |                   |        |           |           |        |        |           |         |
| Thiên Viên        | ι Eri     | Không rõ  | e Eri   | y Eri             | i Eri   | α Hor     |               |        |        |        |               |        |                   |        |           |           |        |        |           |         |